# 旧玉置家住宅
旧玉置家住宅（きゅうたまおきけじゅうたく）は、兵庫県三木市本町2丁目2-17にある建築物。文政9年（1826年）竣工の主屋などが登録有形文化財。周辺には旧小河家別邸や黒田清右衛門商店などがある。

## 歴史

### 館林藩切手会所
延享4年（1747年）、播磨国美嚢郡三木町（現・三木市）は上野国館林藩の領地となった。天明年間（1781年～1789年）には三木金物が勢力を拡大させ、文政6年（1823年）には三木町の中町に切手会所が開設された。
文政9年（1826年）には三木城下の湯の山街道と美嚢川に挟まれた場所に、この建物が切手会所として竣工した。天保13年（1842年）には三木町が館林藩から明石藩の領地に変わった。

### 玉置家住宅
明治初期には雲龍寺の僧が玉置姓を名乗って受け継ぎ、1875年（明治8年）にこの建物が玉置家住宅となった。玉置家初代の玉置大器、三十八銀行取締役や三木町長などを務めた玉置家3代目の玉置福蔵によって離れ座敷や渡り廊下が増築された。玉置家出身の人物には医師の玉置大器（初代と同名、カルガリー大学医学部教授）などもいる。

### 観光施設として
2001年（平成13年）に建物が玉置家から三木市に寄贈され、2002年（平成14年）2月14日、主屋などが登録有形文化財に登録された。2010年（平成22年）2月には改修工事が完了して一般公開が開始された。

## 建物
- 主屋 - 文政9年（1826年）竣工。
- 北土蔵 - 明治時代竣工。
- 西土蔵 - 明治時代竣工。
- 東土蔵 - 明治時代竣工。
- 離れ座敷 - 明治時代竣工。
- 渡り廊下 - 明治時代竣工。

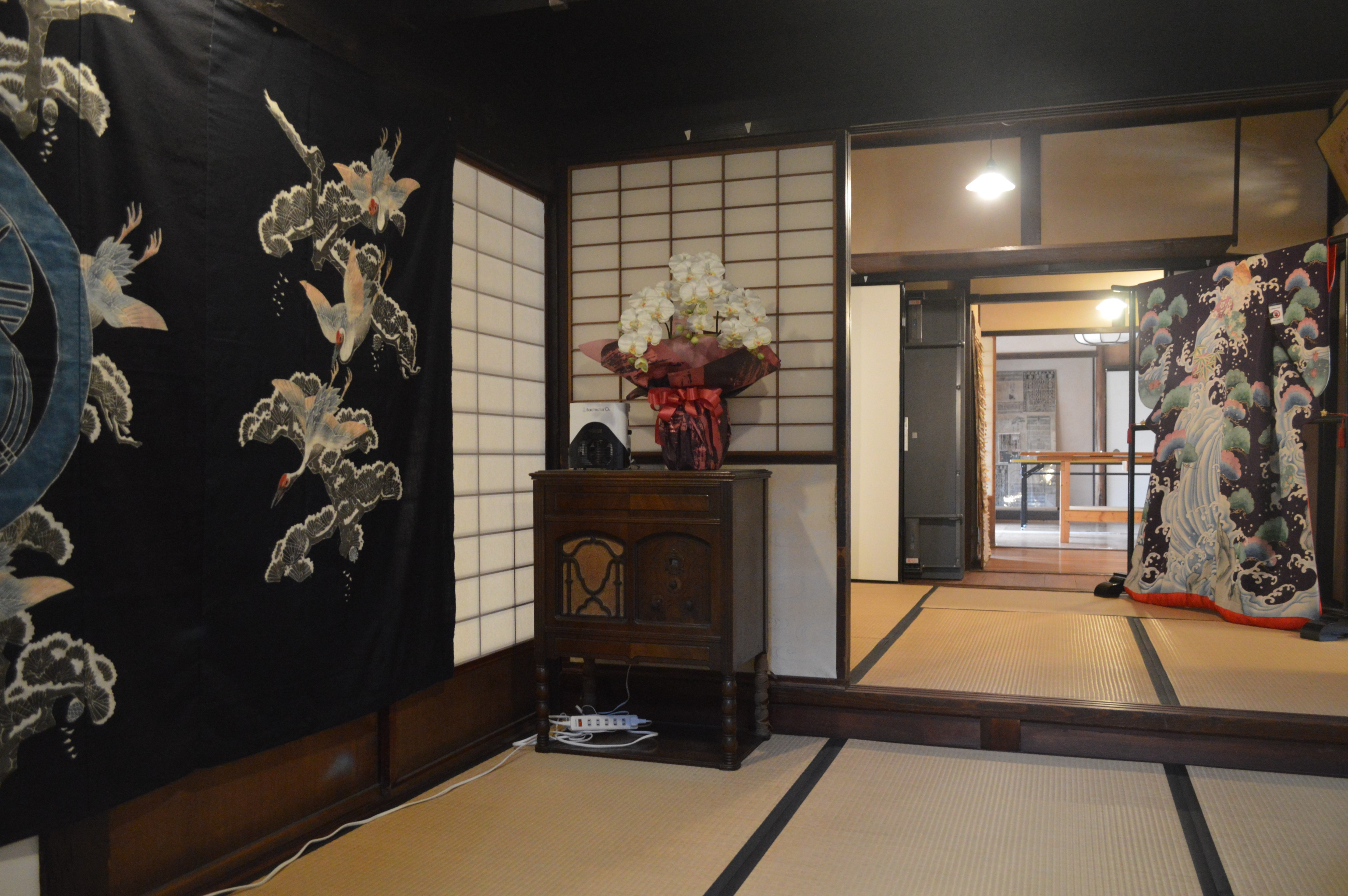
主屋
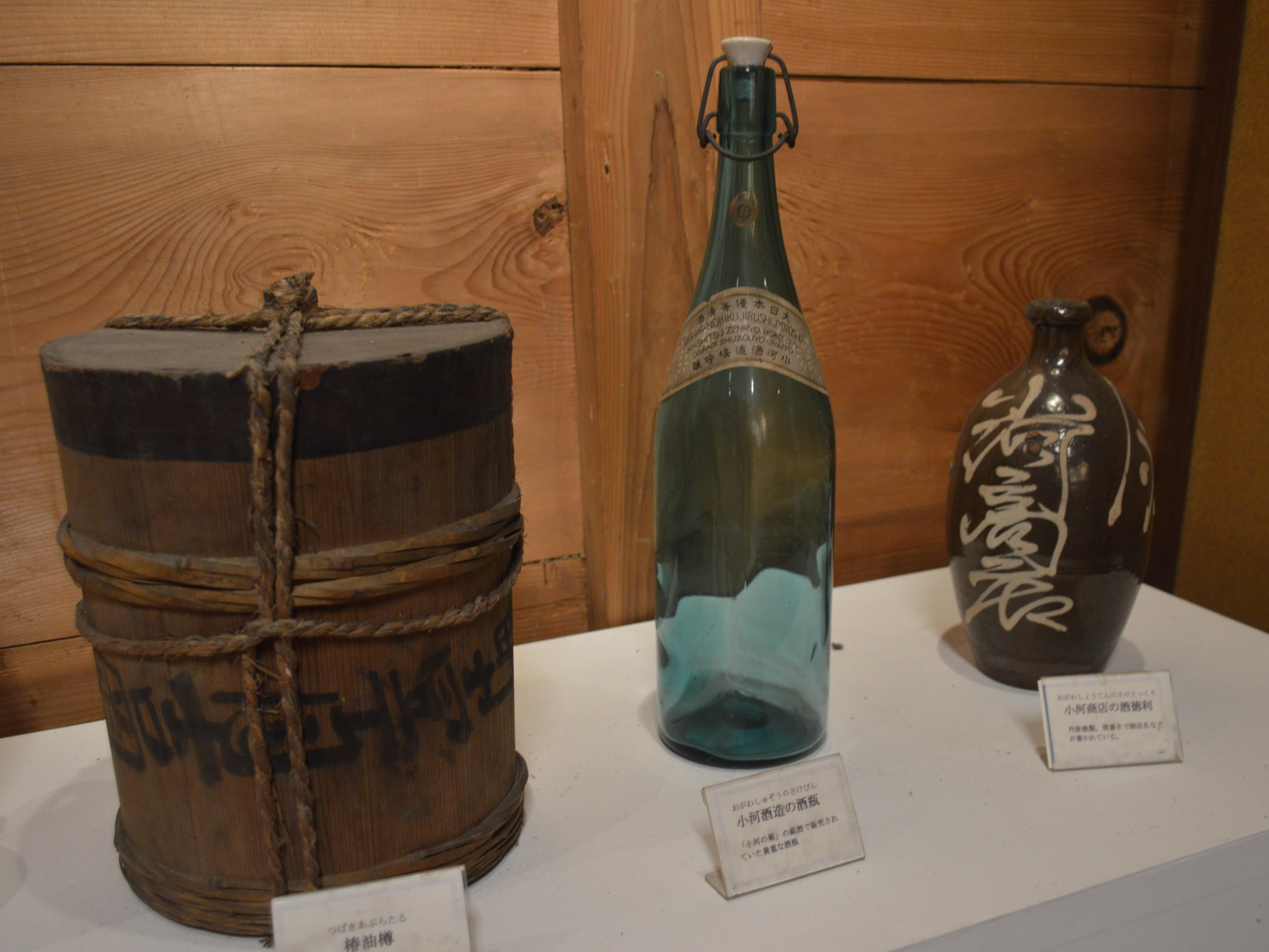
小河酒造の展示
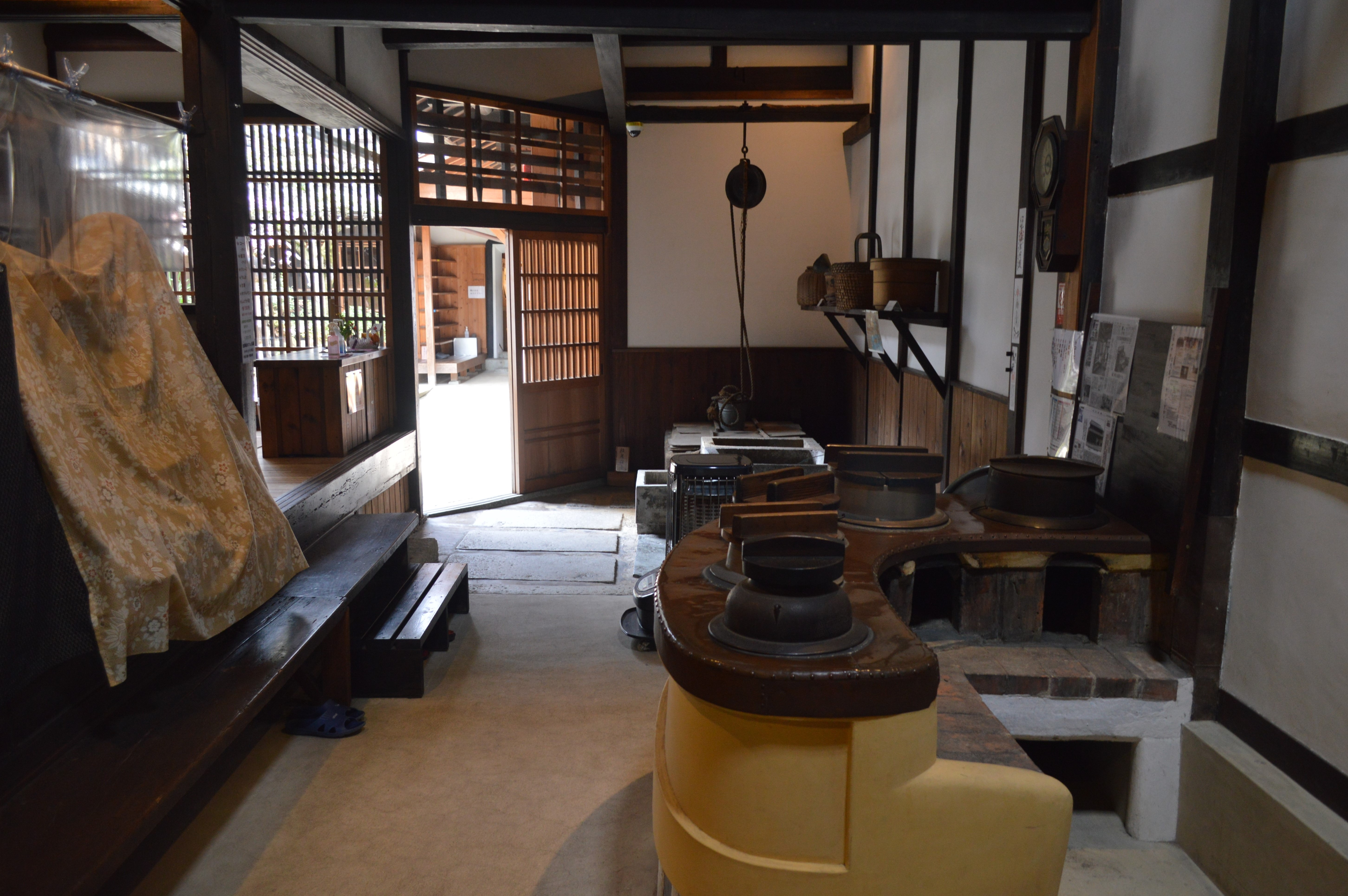
主屋の土間
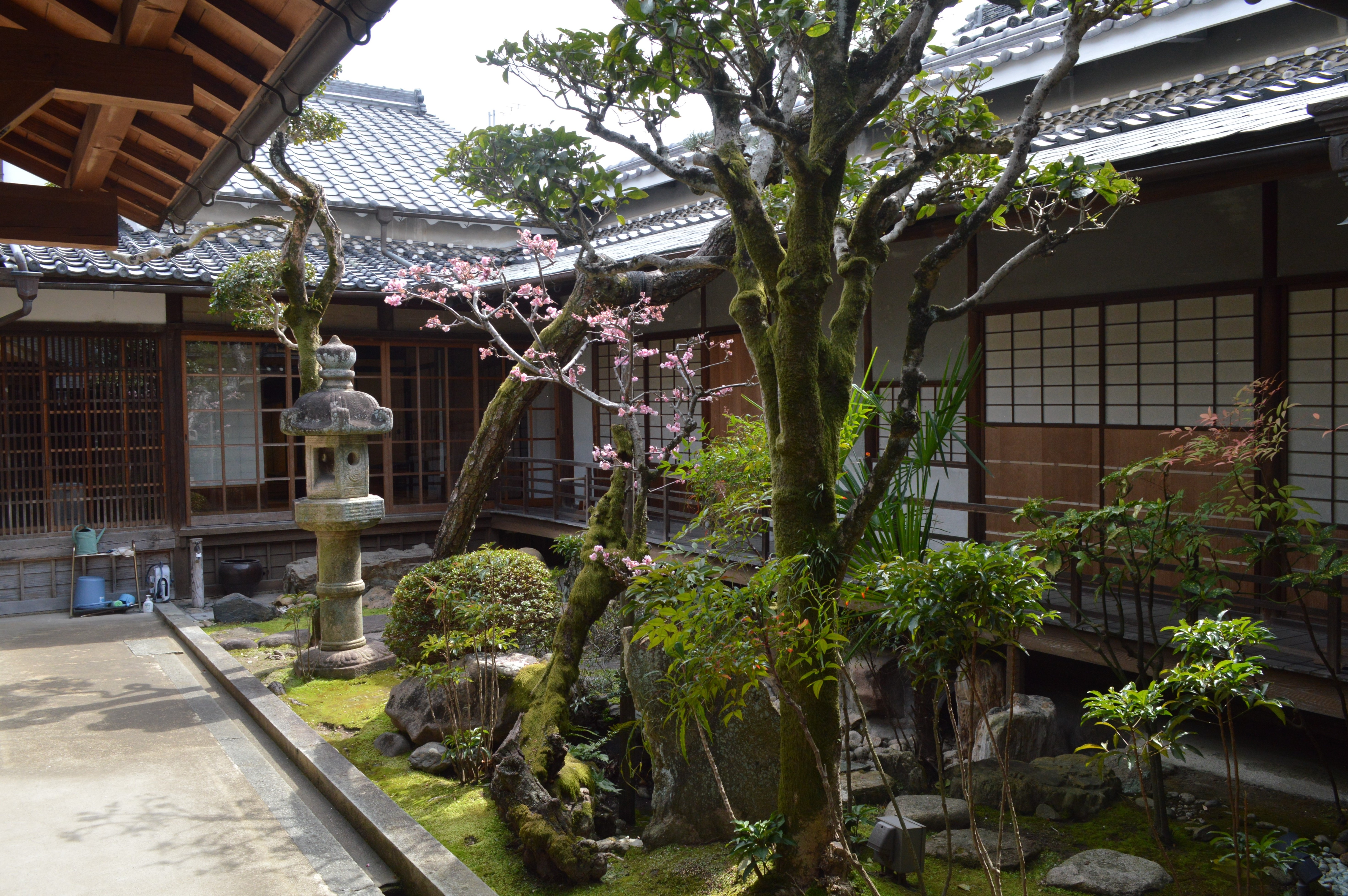
中庭と渡り廊下
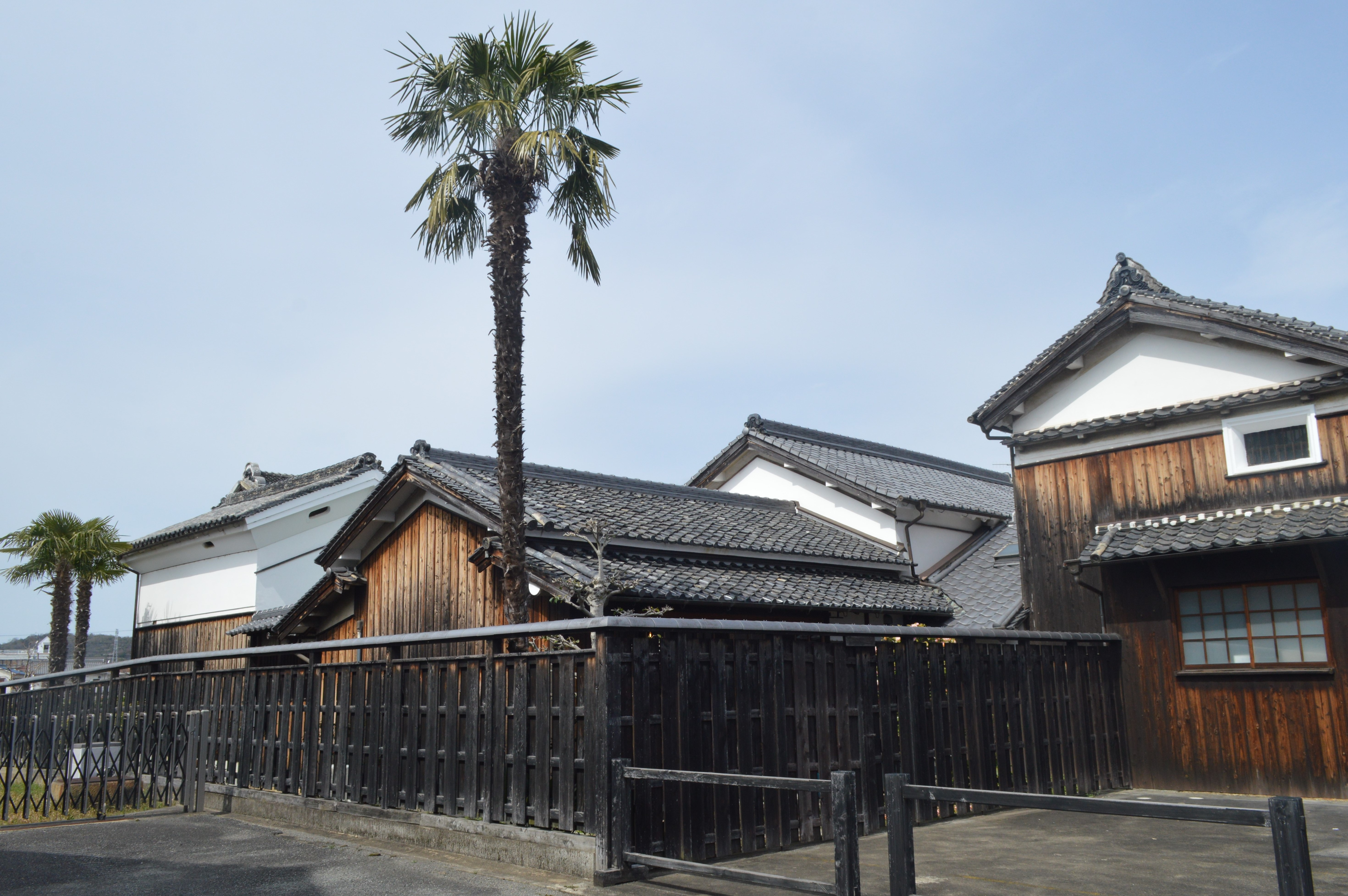
敷地全体

## 利用案内
- 入館料：無料
- 開館時間：午前10時～午後4時
- 休館日：毎週火曜日